# Diecezja Weetebula
Diecezja Weetebula (łac. Dioecesis Veetebulaensis, indonez. Keuskupan Weetebula) – rzymskokatolicka diecezja ze stolicą w Weetebula w prowincji Małe Wyspy Sundajskie Wschodnie, w Indonezji. Biskupstwo jest sufraganią archidiecezji Kupang.
W 2010 w diecezji służyło 67 braci i 81 sióstr zakonnych.

## Historia
20 października 1959 papież Jan XXIII bullą Cum Nobis erygował prefekturę apostolską Weetebula. Dotychczas wierni z tych terenów należeli do wikariatu apostolskiego Endeh (obecnie archidiecezja Ende).
6 lutego 1969 papież Paweł VI podniósł prefekturę apostolską Weetebula do rangi diecezji.

## Ordynariusze

### Prefekt apostolscy
- Gerard J. Legeland CSsR (1960 – 1969)

### Biskupi
- Wilhelm Wagener CSsR (1969 – 1975) administrator apostolski
- Henricus Haripranata SI (1975 – 1980) administrator apostolski
- Gerulfus Kherubim Pareira SVD (1985 – 2008) następnie mianowany biskupem Maumere
- Edmund Woga CSsR (2009 – nadal)